# Žibrinovec
Žibrinovec falu Horvátországban Kapronca-Kőrös megyében. Közigazgatásilag Kőröshöz tartozik.

## Fekvése
Köröstől 9 km-re északnyugatra a Kemléki-hegység lábánál fekszik.

## Története
A falunak 1890-ben 152, 1910-ben 191 lakosa volt. Trianonig Belovár-Kőrös vármegye Körösi járásához tartozott. 2001-ben 131 lakosa volt.